# Língua dzubucuá
O dzubucuá, também chamado de kiriri, é uma língua cariri pertencente ao tronco linguístico macro-jê, falada próxima à região do municipio de Cabrobó.

## Amostra de texto
A seguir, o pai-nosso em dzubucá, conforme Nantes em seu Catecismo índico da língua cariri (pp. 58–59):
| “ | Kupadzua nhinho dibbali mo arãquè, donetſoa onadce, dohanaclèa andzenne, duca adôo dſeho wohôye donanhe hidommodè bo imwj Iaccedde do anunhiu; do Innea búye do amuiquede mo radda, mono Innea bûye do amuiquede mo hémwj. doddi enna hyammittedè moenaham, docabbi enna hidôodè mo hibuangatedè anhiëj, mono wo hicabbidè do dibuangali hiëiddè dopecrodce Iadcedde ho Ihencoddhete nienwo, donunhie Iadcedde bo Ibulète bammodi Bopadzu nhinho. | ” |